# قائمة البعثات الدبلوماسية في الهند
هذه قائمة البعثات الدبلوماسية في الهند. تستضيف نيودلهي عاصمة الهند 151 سفارة ولجنة عليا و18 تمثيلًا آخر في الهند. اعتمدت العديد من السفارات في الهند لدى الدول المجاورة مثل نيبال وبنغلاديش وسريلانكا وبوتان وجزر المالديف . القنصليات الفخرية مستثناة من هذه القائمة.
تقع معظم هذه البعثات الدبلوماسية في دلهي في جيب تشاناكيابوري الدبلوماسي. وافق مجلس الوزراء الهندي في يناير 2017 على جعل قطاع دواركا 24 جيب دبلوماسي ثاني لـ 39 دولة على مساحة 34.87 هكتار (86.2 فدان)، بعد تشاناكيابوري.

## سفارات
دلهي الجديد
- ألمانيا
- الإمارات العربية المتحدة
- الجزائر
- أنغولا
- الأرجنتين
- أرمينيا
- أستراليا
- النمسا
- السعودية
- أذربيجان
- أفغانستان
- البحرين
- بنغلاديش
- بيلاروس
- بلجيكا
- بوتان
- بوليفيا
- البوسنة والهرسك
- بوتسوانا
- البرازيل
- بروناي
- بلغاريا
- بوركينا فاسو
- بوروندي
- كمبوديا
- كندا
- تشاد
- تشيلي
- جمهورية الصين الشعبية
- كولومبيا
- جمهورية الكونغو
- جمهورية الكونغو الديمقراطية
- كوستاريكا
- كرواتيا
- كوبا
- قبرص
- جمهورية التشيك
- الدنمارك
- جيبوتي
- جمهورية الدومينيكان
- الإكوادور
- مصر
- السلفادور
- غينيا الاستوائية
- إرتريا
- إستونيا
- إثيوبيا
- فيجي
- فنلندا
- فرنسا
- الغابون
- غامبيا
- جورجيا
- غانا
- اليونان
- غواتيمالا
- غينيا
- غيانا
- الكرسي الرسولي
- المجر
- إندونيسيا
- إيران
- العراق
- جمهورية إيرلندا
- إيطاليا
- إسرائيل
- آيسلندا
- ساحل العاج
- اليابان
- الأردن
- كازاخستان
- كينيا
- الكويت
- قرغيزستان
- لاوس
- لاتفيا
- لبنان
- ليسوتو
- ليبيا
- ليتوانيا
- لوكسمبورغ
- مدغشقر
- مالاوي
- ماليزيا
- جزر المالديف
- مالي
- مالطا
- موريشيوس
- المكسيك
- منغوليا
- المغرب
- موزمبيق
- ميانمار
- ناميبيا
- نيبال
- هولندا
- نيوزيلندا
- النيجر
- نيجيريا
- كوريا الشمالية
- مقدونيا
- النرويج
- عُمان
- باكستان
- فلسطين
- بنما
- بابوا غينيا الجديدة
- باراغواي
- بيرو
- الفلبين
- بولندا
- البرتغال
- قطر
- رومانيا
- روسيا
- رواندا
- السنغال
- صربيا
- سيشل
- سنغافورة
- سلوفاكيا
- سلوفينيا
- الصومال
- جنوب إفريقيا
- كوريا الجنوبية
- جنوب السودان
- إسبانيا
- سريلانكا
- السودان
- سورينام
- السويد
- سويسرا
- سوريا
- طاجيكستان
- تنزانيا
- تايلاند
- توغو
- ترينيداد وتوباغو
- تونس
- تركيا
- تركمانستان
- أوغندا
- أوكرانيا
- المملكة المتحدة
- الولايات المتحدة
- الأوروغواي
- أوزبكستان
- فنزويلا
- فيتنام
- اليمن
- زامبيا
- زيمبابوي

## تمثيلات دبلوماسية أخرى
- الاتحاد الأوروبي
- تايوان (المكتب الاقتصادي والتجاري ,نيو دلهي)
- الجمهورية العربية الصحراوية الديمقراطية

## القنصليات والقنصليات العامة

### كولكاتا
- أستراليا
- الولايات المتحدة
- المملكة المتحدة
- بنغلاديش
- بوتان
- كندا
- جمهورية الصين الشعبية
- فرنسا
- ألمانيا
- إيطاليا
- اليابان
- ميانمار
- نيبال
- روسيا
- سريلانكا
- تايلاند

### ثيروفانانثابورام
- الإمارات العربية المتحدة
- جزر المالديف

## البعثات الدبلوماسية غير المقيمة
مواقع المساكن بين قوسين
- ألبانيا (أبو ظبي)
- جمهورية إفريقيا الوسطى (مدينة الكويت)
- الكاميرون (أبو ظبي)
- سيراليون (أبو ظبي)
- ولايات ميكرونيسيا المتحدة (بكين)
- جزر مارشال (طوكيو)
- سانت فينسنت والغرينادين (لندن)
- جزر القمر (أبو ظبي)
- إسواتيني (أبو ظبي)